# Blang Tingkeum (Kota Juang)
Blang Tingkeum is een bestuurslaag in het regentschap Bireuen van de provincie Atjeh, Indonesië. Blang Tingkeum telt 545 inwoners (volkstelling 2010).